# Neco Williams
Neco Shay Williams (Wrexham, 13 aprile 2001) è un calciatore gallese, difensore del Nottingham Forest e della nazionale gallese.

## Biografia
Nato in Galles, ha origini inglesi.

## Caratteristiche tecniche
Nato come centrocampista offensivo, successivamente è stato riconvertito in ala e dopo ancora in terzino destro, con la possibilità di venire adattato da esterno di centrocampo. Dotato di buona tecnica e velocità, dispone di buona esplosività e potenza nelle gambe, e predilige la fase offensiva distinguendosi nei cross. Le sue capacità balistiche lo rendono pericoloso dalla media distanza.

## Carriera

### Club

#### Gli inizi, Liverpool
Cresciuto nelle giovanili del Liverpool, ha debuttato in prima squadra il 31 ottobre 2019 nella sfida di Carabao Cup vinta ai rigori contro l'Arsenal, partendo titolare e giocando l'intero incontro.

#### Fulham
Il 1º febbraio 2022 viene ceduto in prestito al Fulham. L'8 marzo 2022 ha segnato il suo primo gol tra i professionisti in occasione del successo per 1-5 in casa dello Swansea City, in cui ha realizzato una doppietta. A fine stagione, dopo aver vinto il campionato e conquistato la promozione in Premier League, ritorna ai Reds.

#### Nottingham Forest
L'11 luglio 2022 viene acquistato a titolo definitivo dal Nottingham Forest, neopromosso in Premier League.

### Nazionale
Nel 2018 ha debuttato per la selezione Under-18 del Galles. Ciononostante nel 2020 l'Inghilterra (per via delle sue origini) ha mostrato interesse verso le sue prestazioni in vista di una futura convocazione. Il suo rendimento non è passato inosservato neppure al ct del Galles Ryan Giggs che voleva convocare Williams per le amichevoli del marzo 2020 contro Austria e Stati Uniti, poi annullate a causa della pandemia dovuta al COVID-19.
Il debutto arriva il 3 settembre 2020 in Nations League contro la Finlandia. Tre giorni dopo realizza il suo primo gol decidendo nel recupero la sfida contro la Bulgaria, anch'essa valida per la Nations League.

## Statistiche

### Presenze e reti nei club
Statistiche aggiornate al 21 maggio 2024.
| Stagione                  | Squadra                   | Campionato                | Campionato | Campionato | Coppe nazionali | Coppe nazionali | Coppe nazionali | Coppe continentali | Coppe continentali | Coppe continentali | Altre coppe | Altre coppe | Altre coppe | Totale | Totale | Totale |
| Stagione                  | Squadra                   | Comp                      | Pres       | Reti       | Comp            | Pres            | Reti            | Comp               | Pres               | Reti               | Comp        | Pres        | Reti        | Pres   | Reti   |        |
| ------------------------- | ------------------------- | ------------------------- | ---------- | ---------- | --------------- | --------------- | --------------- | ------------------ | ------------------ | ------------------ | ----------- | ----------- | ----------- | ------ | ------ | ------ |
| 2019-2020                 | Liverpool                 | PL                        | 6          | 0          | FACup+CdL       | 4+1             | 0+0             | UCL                | 0                  | 0                  | CS+SU+Cmc   | 0           | 0           | 11     | 0      |        |
| 2020-2021                 | Liverpool                 | PL                        | 6          | 0          | FACup+CdL       | 1+2             | 0+0             | UCL                | 4                  | 0                  | CS          | 1           | 0           | 14     | 0      |        |
| 2021-gen. 2022            | Liverpool                 | PL                        | 1          | 0          | FACup+CdL       | 0+4             | 0+0             | UCL                | 3                  | 0                  | -           | -           | -           | 8      | 0      |        |
| Totale Liverpool          | Totale Liverpool          | Totale Liverpool          | 13         | 0          |                 | 12              | 0               |                    | 7                  | 0                  |             | 1           | 0           | 33     | 0      |        |
| gen.-giu. 2022            | Fulham                    | FLC                       | 14         | 2          | FACup+CdL       | 1+0             | 0+0             | -                  | -                  | -                  | -           | -           | -           | 15     | 2      |        |
| 2022-2023                 | Nottingham Forest         | PL                        | 31         | 1          | FACup+CdL       | 1+4             | 0+0             | -                  | -                  | -                  | -           | -           | -           | 36     | 1      |        |
| 2023-2024                 | Nottingham Forest         | PL                        | 26         | 0          | FACup+CdL       | 5+1             | 0+0             | -                  | -                  | -                  | -           | -           | -           | 32     | 0      |        |
| Totale Nottingham Forrest | Totale Nottingham Forrest | Totale Nottingham Forrest | 57         | 1          |                 | 11              | 0               |                    | -                  | -                  |             | -           | -           | 68     | 1      |        |
| Totale carriera           | Totale carriera           | Totale carriera           | 84         | 3          |                 | 24              | 0               |                    | 7                  | 0                  |             | 1           | 0           | 116    | 3      |        |

### Cronologia presenze e reti in nazionale
| Cronologia completa delle presenze e delle reti in nazionale ― Galles | Cronologia completa delle presenze e delle reti in nazionale ― Galles | Cronologia completa delle presenze e delle reti in nazionale ― Galles | Cronologia completa delle presenze e delle reti in nazionale ― Galles | Cronologia completa delle presenze e delle reti in nazionale ― Galles | Cronologia completa delle presenze e delle reti in nazionale ― Galles | Cronologia completa delle presenze e delle reti in nazionale ― Galles | Cronologia completa delle presenze e delle reti in nazionale ― Galles |
| Data                                                                  | Città                                                                 | In casa                                                               | Risultato                                                             | Ospiti                                                                | Competizione                                                          | Reti                                                                  | Note                                                                  |
| --------------------------------------------------------------------- | --------------------------------------------------------------------- | --------------------------------------------------------------------- | --------------------------------------------------------------------- | --------------------------------------------------------------------- | --------------------------------------------------------------------- | --------------------------------------------------------------------- | --------------------------------------------------------------------- |
| 3-9-2020                                                              | Helsinki                                                              | Finlandia                                                             | 0 – 1                                                                 | Galles                                                                | UEFA Nations League 2020-2021 - 1º turno                              | -                                                                     | 60’                                                                   |
| 6-9-2020                                                              | Cardiff                                                               | Galles                                                                | 1 – 0                                                                 | Bulgaria                                                              | UEFA Nations League 2020-2021 - 1º turno                              | 1                                                                     | 65’ 86’                                                               |
| 8-10-2020                                                             | Londra                                                                | Inghilterra                                                           | 3 – 0                                                                 | Galles                                                                | Amichevole                                                            | -                                                                     | 40’                                                                   |
| 11-10-2020                                                            | Dublino                                                               | Irlanda                                                               | 0 – 0                                                                 | Galles                                                                | UEFA Nations League 2020-2021 - 1º turno                              | -                                                                     | 67’                                                                   |
| 14-10-2020                                                            | Sofia                                                                 | Bulgaria                                                              | 0 – 1                                                                 | Galles                                                                | UEFA Nations League 2020-2021 - 1º turno                              | -                                                                     |                                                                       |
| 15-11-2020                                                            | Cardiff                                                               | Galles                                                                | 1 – 0                                                                 | Irlanda                                                               | UEFA Nations League 2020-2021 - 1º turno                              | -                                                                     |                                                                       |
| 24-3-2021                                                             | Lovanio                                                               | Belgio                                                                | 3 – 1                                                                 | Galles                                                                | Qual. Mondiali 2022                                                   | -                                                                     |                                                                       |
| 27-3-2021                                                             | Cardiff                                                               | Galles                                                                | 1 – 0                                                                 | Messico                                                               | Amichevole                                                            | -                                                                     | 65’                                                                   |
| 30-3-2021                                                             | Cardiff                                                               | Galles                                                                | 1 – 0                                                                 | Rep. Ceca                                                             | Qual. Mondiali 2022                                                   | -                                                                     |                                                                       |
| 2-6-2021                                                              | Nizza                                                                 | Francia                                                               | 3 – 0                                                                 | Galles                                                                | Amichevole                                                            | -                                                                     | 25’                                                                   |
| 5-6-2021                                                              | Cardiff                                                               | Galles                                                                | 0 – 0                                                                 | Albania                                                               | Amichevole                                                            | -                                                                     |                                                                       |
| 16-6-2021                                                             | Baku                                                                  | Turchia                                                               | 0 – 2                                                                 | Galles                                                                | Euro 2020 - 1º turno                                                  | -                                                                     | 90+4’                                                                 |
| 20-6-2021                                                             | Roma                                                                  | Italia                                                                | 1 – 0                                                                 | Galles                                                                | Euro 2020 - 1º turno                                                  | -                                                                     | 86’                                                                   |
| 26-6-2021                                                             | Amsterdam                                                             | Galles                                                                | 0 – 4                                                                 | Danimarca                                                             | Euro 2020 - Ottavi di finale                                          | -                                                                     | 40’                                                                   |
| 8-10-2021                                                             | Praga                                                                 | Rep. Ceca                                                             | 2 – 2                                                                 | Galles                                                                | Qual. Mondiali 2022                                                   | -                                                                     | 76’                                                                   |
| 13-11-2021                                                            | Cardiff                                                               | Galles                                                                | 5 – 1                                                                 | Bielorussia                                                           | Qual. Mondiali 2022                                                   | 1                                                                     |                                                                       |
| 16-11-2021                                                            | Cardiff                                                               | Galles                                                                | 1 – 1                                                                 | Belgio                                                                | Qual. Mondiali 2022                                                   | -                                                                     |                                                                       |
| 24-3-2022                                                             | Cardiff                                                               | Galles                                                                | 2 – 1                                                                 | Austria                                                               | Qual. Mondiali 2022                                                   | -                                                                     | 90+5’                                                                 |
| 1-6-2022                                                              | Breslavia                                                             | Polonia                                                               | 2 – 1                                                                 | Galles                                                                | UEFA Nations League 2022-2023 - 1º turno                              | -                                                                     | 62’                                                                   |
| 5-6-2022                                                              | Cardiff                                                               | Galles                                                                | 1 – 0                                                                 | Ucraina                                                               | Qual. Mondiali 2022                                                   | -                                                                     | 90+3’                                                                 |
| 11-6-2022                                                             | Cardiff                                                               | Galles                                                                | 1 – 1                                                                 | Belgio                                                                | UEFA Nations League 2022-2023 - 1º turno                              | -                                                                     |                                                                       |
| 22-9-2022                                                             | Bruxelles                                                             | Belgio                                                                | 2 – 1                                                                 | Galles                                                                | UEFA Nations League 2022-2023 - 1º turno                              | -                                                                     |                                                                       |
| 25-9-2022                                                             | Cardiff                                                               | Galles                                                                | 0 – 1                                                                 | Polonia                                                               | UEFA Nations League 2022-2023 - 1º turno                              | -                                                                     | 49’                                                                   |
| 21-11-2022                                                            | Al Rayyan                                                             | Stati Uniti                                                           | 1 – 1                                                                 | Galles                                                                | Mondiali 2022 - 1º turno                                              | -                                                                     | 79’                                                                   |
| 25-11-2022                                                            | Al Rayyan                                                             | Galles                                                                | 0 – 2                                                                 | Iran                                                                  | Mondiali 2022 - 1º turno                                              | -                                                                     |                                                                       |
| 29-11-2022                                                            | Al Rayyan                                                             | Galles                                                                | 0 – 3                                                                 | Inghilterra                                                           | Mondiali 2022 - 1º turno                                              | -                                                                     | 36’                                                                   |
| 25-3-2023                                                             | Spalato                                                               | Croazia                                                               | 1 – 1                                                                 | Galles                                                                | Qual. Euro 2024                                                       | -                                                                     |                                                                       |
| 28-3-2023                                                             | Cardiff                                                               | Galles                                                                | 1 – 0                                                                 | Lettonia                                                              | Qual. Euro 2024                                                       | -                                                                     |                                                                       |
| 16-6-2023                                                             | Cardiff                                                               | Galles                                                                | 2 – 4                                                                 | Armenia                                                               | Qual. Euro 2024                                                       | -                                                                     | 67’ 86’                                                               |
| 19-6-2023                                                             | Samsun                                                                | Turchia                                                               | 2 – 0                                                                 | Galles                                                                | Qual. Euro 2024                                                       | -                                                                     |                                                                       |
| 7-9-2023                                                              | Cardiff                                                               | Galles                                                                | 0 – 0                                                                 | Corea del Sud                                                         | Amichevole                                                            | -                                                                     | 60’                                                                   |
| 11-9-2023                                                             | Riga                                                                  | Lettonia                                                              | 0 – 2                                                                 | Galles                                                                | Qual. Euro 2024                                                       | -                                                                     | 51’                                                                   |
| 11-10-2023                                                            | Wrexham                                                               | Galles                                                                | 4 – 0                                                                 | Gibilterra                                                            | Amichevole                                                            | -                                                                     | 64’                                                                   |
| 15-10-2023                                                            | Cardiff                                                               | Galles                                                                | 2 – 1                                                                 | Croazia                                                               | Qual. Euro 2024                                                       | -                                                                     |                                                                       |
| 18-11-2023                                                            | Erevan                                                                | Armenia                                                               | 1 – 1                                                                 | Galles                                                                | Qual. Euro 2024                                                       | -                                                                     |                                                                       |
| 21-11-2023                                                            | Cardiff                                                               | Galles                                                                | 1 – 1                                                                 | Turchia                                                               | Qual. Euro 2024                                                       | 1                                                                     | 84’                                                                   |
| 21-3-2024                                                             | Cardiff                                                               | Galles                                                                | 4 – 1                                                                 | Finlandia                                                             | Qual. Euro 2024                                                       | 1                                                                     |                                                                       |
| 26-3-2024                                                             | Cardiff                                                               | Galles                                                                | 0 – 0 dts (4 – 5 dtr)                                                 | Polonia                                                               | Qual. Euro 2024                                                       | -                                                                     |                                                                       |
| 6-9-2024                                                              | Cardiff                                                               | Galles                                                                | 0 – 0                                                                 | Turchia                                                               | UEFA Nations League 2024-2025 - 1º turno                              | -                                                                     |                                                                       |
| 9-9-2024                                                              | Nikšić                                                                | Montenegro                                                            | 1 – 2                                                                 | Galles                                                                | UEFA Nations League 2024-2025 - 1º turno                              | -                                                                     | 49’                                                                   |
| 11-10-2024                                                            | Reykjavík                                                             | Islanda                                                               | 2 – 2                                                                 | Galles                                                                | UEFA Nations League 2024-2025 - 1º turno                              | -                                                                     |                                                                       |
| 14-10-2024                                                            | Cardiff                                                               | Galles                                                                | 1 – 0                                                                 | Montenegro                                                            | UEFA Nations League 2024-2025 - 1º turno                              | -                                                                     |                                                                       |
| 16-11-2024                                                            | Kayseri                                                               | Turchia                                                               | 0 – 0                                                                 | Galles                                                                | UEFA Nations League 2024-2025 - 1º turno                              | -                                                                     |                                                                       |
| 19-11-2024                                                            | Cardiff                                                               | Galles                                                                | 4 – 1                                                                 | Islanda                                                               | UEFA Nations League 2024-2025 - 1º turno                              | -                                                                     |                                                                       |
| 22-3-2025                                                             | Cardiff                                                               | Galles                                                                | 3 – 1                                                                 | Kazakistan                                                            | Qual. Mondiali 2026                                                   | -                                                                     |                                                                       |
| 25-3-2025                                                             | Skopje                                                                | Macedonia del Nord                                                    | 1 – 1                                                                 | Galles                                                                | Qual. Mondiali 2026                                                   | -                                                                     |                                                                       |
| 6-6-2025                                                              | Cardiff                                                               | Galles                                                                | 3 – 0                                                                 | Liechtenstein                                                         | Qual. Mondiali 2026                                                   | -                                                                     | 24’                                                                   |
| Totale                                                                |                                                                       | Presenze                                                              | 47                                                                    |                                                                       | Reti                                                                  | 4                                                                     |                                                                       |

## Palmarès

### Club

#### Competizioni giovanili
- FA Youth Cup: 1

Liverpool: 2018-2019

#### Competizioni nazionali
- Campionato inglese: 1

Liverpool: 2019-2020
- Campionato inglese di seconda divisione: 1

Fulham: 2021-2022

#### Competizioni internazionali
- Coppa del mondo per club: 1

Liverpool: 2019